# Apalonychus nattereri
Apalonychus nattereri är en skalbaggsart som beskrevs av Rudolph Petrovitz 1973. Apalonychus nattereri ingår i släktet Apalonychus och familjen Hybosoridae. Inga underarter finns listade i Catalogue of Life.